# Fiat 500 (2007)
|  | Denne artikel omhandler den nye Fiat 500, som blev introduceret i 2007. For andre bilmodeller af samme navn, se Fiat 500. |
Fiat 500 er en personbilsmodel i mikrobilsklassen fra Fiat, som blev introduceret i 2007. En delvis åben udgave, kaldet 500 C, blev lanceret i Danmark i foråret 2010.
Fiat 500 er baseret på platformen fra Fiat Panda, og danner samtidig basis for anden generation af Ford Ka. Alle tre modeller bygges på en Fiat-fabrik i Polen.
Den er tilgængelig med to benzin- og én dieselmotor. Benzinmotorerne er en 8-ventilet 1,2 med 69 hk og en 16-ventilet 1,4 med 101 hk. Dieselmotoren er en 16-ventilet 1,2 (dog kaldet 1,3 Multijet) med 75 hk. 1,2 og 1,3 Multijet har 5-trins manuel gearkasse, mens 1,4 har 6-trins manuel gearkasse. 
Fiat 500 findes i flere forskellige udstyrsvarianter, herunder en specialversion "By Diesel", som laves i samarbejde med det italienske tøjfirma Diesel. Der fremstilles endvidere en elbil-version, Fiat 500 E.

## Billeder
- Fiat 500 1.4 Sport
- Fiat 500 1.4 Sport
- Gammel og ny Fiat 500 ved siden af hinanden
- 1.4 benzinmotor
- Rat og instrumentgruppe
- Fiat 500C Anniversario
- Fiat 500C Anniversario

## Tekniske specifikationer[1]
| Model                        | Konfiguration                | Slagvolume                   | Effekt / omdr.               | Moment / omdr.               | 0-100 km/t                   | Topfart                      | Årgang(e)                    |
| 500-modeller med benzinmotor | 500-modeller med benzinmotor | 500-modeller med benzinmotor | 500-modeller med benzinmotor | 500-modeller med benzinmotor | 500-modeller med benzinmotor | 500-modeller med benzinmotor | 500-modeller med benzinmotor |
| ---------------------------- | ---------------------------- | ---------------------------- | ---------------------------- | ---------------------------- | ---------------------------- | ---------------------------- | ---------------------------- |
| 1.2                          | 4 cylindre i række - 8V      | 1,2 L (1242 cm³)             | 51 kW (69 hk) / 5500         | 102 Nm / 3000                | 12,9 sek.                    | 160 km/t                     | 2007 − nu                    |
| 1.4                          | 4 cylindre i række – 16V     | 1,4 L (1368 cm³)             | 74 kW (101 hk) / 6000        | 131 Nm / 4250                | 10,5 sek.                    | 182 km/t                     | 2007 − nu                    |
| 500-modeller med dieselmotor |                              |                              |                              |                              |                              |                              |                              |
| 1.3 Multijet                 | 4 cylindre i række – 16V     | 1,2 L (1248 cm³)             | 55 kW (75 hk) / 4000         | 145 Nm / 1500                | 12,5 sek.                    | 165 km/t                     | 2007 − nu                    |